# Veruno
Veruno is een gemeente in de Italiaanse provincie Novara (regio Piëmont) en telt 1722 inwoners (31-12-2004). De oppervlakte bedraagt 10,2 km², de bevolkingsdichtheid is 169 inwoners per km².
De volgende frazioni maken deel uit van de gemeente:
- Revislate

## Demografie
Veruno telt ongeveer 702 huishoudens. Het aantal inwoners steeg in de periode 1991-2001 met 14,4% volgens cijfers uit de tienjaarlijkse volkstellingen van ISTAT.
| Jaar | Inwoneraantal |
| ---- | ------------- |
| 1991 | 1378          |
| 2001 | 1576          |

## Geografie
De gemeente ligt op ongeveer 300 m boven zeeniveau.
Veruno grenst aan de volgende gemeenten:
- Agrate Conturbia
- Bogogno
- Borgo Ticino
- Borgomanero
- Comignago
- Gattico